# Tropidion persimile
Tropidion persimile là một loài bọ cánh cứng trong họ Cerambycidae.